# Wayne Gardner
Wayne Michael Gardner AM, conegut com a Wayne Gardner   (Wollongong, 11 d'octubre de 1959), és un antic pilot de motociclisme australià que va guanyar el Campionat del Món de 500cc l'any 1987, esdevenint així el primer australià a guanyar un títol de la "categoria reina" del mundial. El seu èxit li va valer el sobrenom de The Wollongong Whiz ('el brunzit de Wollongong').
Després d'haver competit als Grans Premis des de 1986 fins al 1992, quasi sempre com a membre de l'equip de fàbrica d'Honda (el Rothmans Honda), va passar a competir en curses d'automòbils de turisme des de 1993 fins al 2002, any en què va ser nomenat MotoGP Legend.
Els seus dos fills, Remy i Luca, són també pilots de motociclisme. Remy va guanyar el mundial de Moto2 el 2021.

## Carrera esportiva

### Motociclisme
Gardner va debutar en competició el 1977, a 18 anys, amb una Yamaha TZ250 de segona mà al campionat d'Austràlia i va acabar segon a la seva primera cursa, a Amaroo Park. Va obtenir la seva primera victòria unes setmanes després a l'Oran Park Raceway. El 1981 va fitxar per Mamoru Moriwaki per a competir al campionat d'Austràlia de Superbike amb una Moriwaki Kawasaki Kz1000. Aquell any, fent equip amb John Pace va contribuir a classificar la Moriwaki Kawasaki en la pole position a les prestigioses 8 Hores de Suzuka, per davant de tots els grans equips de curses de fàbrica.

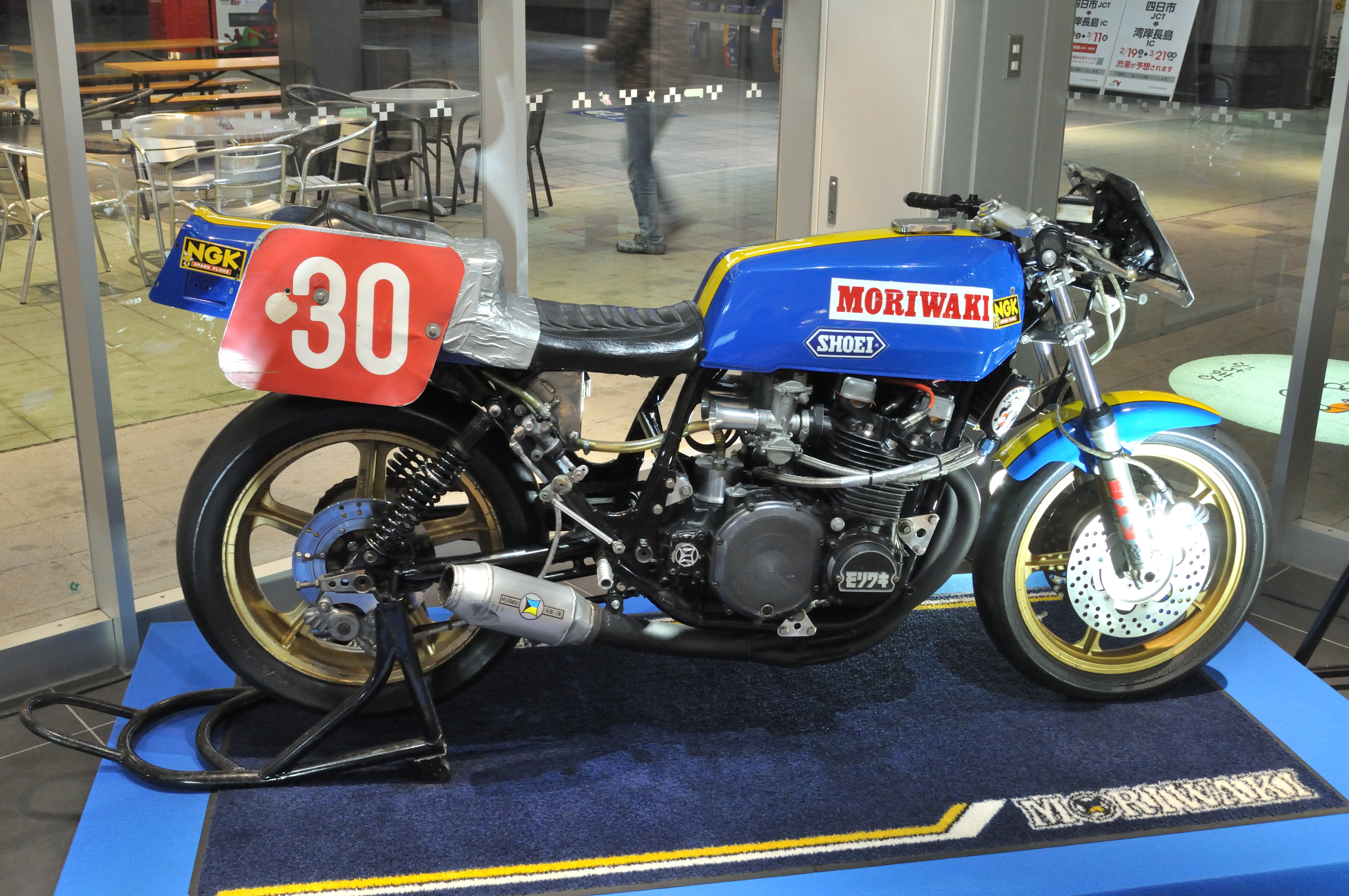
La Moriwaki Z1000 que va pilotar el 1981

El seu company de curses Graeme Crosby li va donar la primera oportunitat de competir a Europa. Tot i que Crosby estava contractat per Suzuki, va decidir de patrocinar Gardner per a competir en el campionat britànic de Superbike amb una Kawasaki sota la direcció de la concessionària britànica de Moriwaki propietat de Crosby. El 1981, abans d'anar a Europa, Gardner va pilotar la Moriwaki Kawasaki a la cursa de Superbike de Daytona i hi va acabar quart darrere dels pilots de l'equip Yoshimura Suzuki Graeme Crosby i Wes Cooley i el d'Honda Freddie Spencer. Moriwaki i Gardner van debutar aleshores al campionat britànic amb victòria a la seva primera cursa a Anglaterra. Gardner va arribar a la darrera cursa de la temporada amb possibilitats de guanyar el títol, però una fallada de motor el va relegar a la tercera posició final del campionat.
Els bons resultats de Gardner amb la Moriwaki Kawasaki li van fer guanyar finalment un contracte amb l'equip de curses d'Honda Gran Bretanya. Amb una Honda va ser quart al campionat de Fórmula TT de 1982. El 1983, Gardner va debutar en Gran Premi a la categoria de 500cc del Dutch TT amb l'equip Honda Britain. A la cursa, es va veure involucrat en un accident amb el campió del món vigent, Franco Uncini. Uncini va caure de la moto quan sortia d'un revolt i mentre intentava sortir corrents de la pista, va ser colpejat al casc per la moto de Gardner. Uncini va entrar en coma però, posteriorment, es va recuperar de les ferides. Gardner no va aconseguir cap punt en els dos Grans Premis en què va participar el 1983. El 1984, però, va guanyar el campionat nacional britànic de 500cc amb Honda i va poder competir en cinc Grans Premis del mundial. Va aconseguir punts en les cinc curses en què va competir i va obtenir el tercer lloc al Gran Premi de Suècia, de manera que va acabar el campionat en setè lloc. El 1985 fou quart.
El rendiment de Gardner li va valer entrar a l'equip de fàbrica Honda-HRC, al costat de Freddie Spencer, a partir de 1986. Aquell any va guanyar el seu primer Gran Premi, el GP d'Espanya, i dos més i va acabar el campionat com a subcampió darrere d'Eddie Lawson. El 1987, Gardner va esdevenir el primer australià a guanyar el Campionat del Món de 500cc en guanyar set de les setze curses del campionat. Va rematar el títol amb una victòria a la penúltima ronda, el Gran Premi del Brasil, a Goiânia. L'enginyer de curses de Gardner aquell any era el també australià Jeremy Burgess, qui havia treballat anteriorment amb el campió del món de 1985 Freddie Spencer.
El 1988, a l'hora de defensar el seu títol Gardner es va veure obstaculitzat perquè l'Honda NSR500 no era fàcil de pilotar. Va acabar subcampió darrere d'Eddie Lawson, que pilotava la Yamaha de l'equip de fàbrica Marlboro Yamaha. Malgrat tot, va poder aconseguir la victòria als Grans Premis dels Països Baixos, Bèlgica, Iugoslàvia i Txecoslovàquia, i hauria guanyat al Circuit Paul Ricard del GP de França si no hagués patit problemes mecànics a només un terç de la darrera volta, mentre mantenia un avantatge de 2 segons sobre el seu perseguidor.

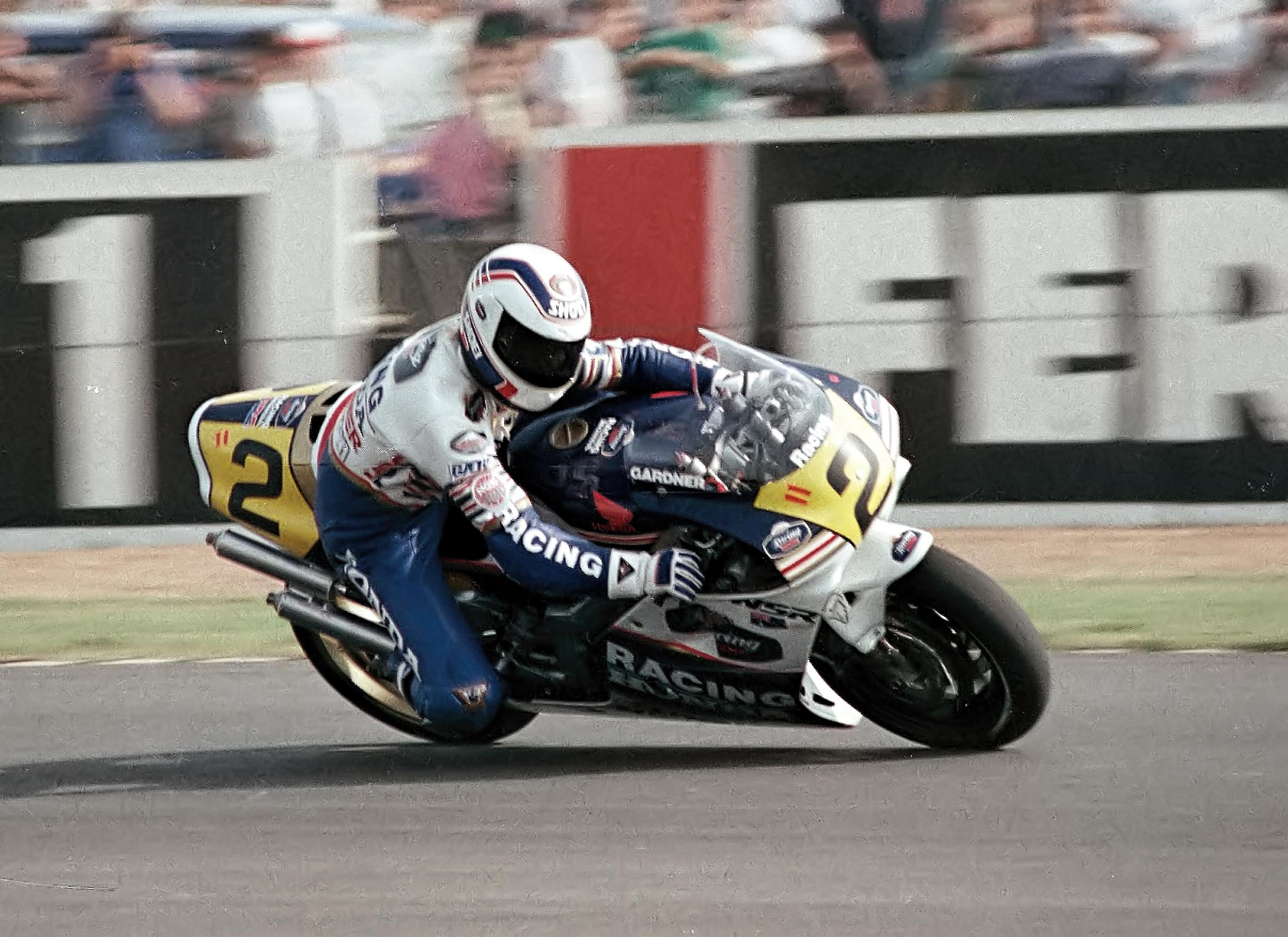
A Donington Park el 1989

El títol de Campió del Món que va guanyar Gardner el 1987 va provocar un fort augment de la popularitat del mundial de motociclisme a Austràlia, amb una major cobertura a la televisió i a la premsa escrita. Això va portar a la celebració del primer Gran Premi d'Austràlia de motociclisme a Phillip Island el 1989. Gardner va donar una mica d'animació al públic local quan va guanyar la seva cursa a casa tot superant Wayne Rainey i Christian Sarron. Malauradament, la seva temporada es va malmetre a la següent ronda, Laguna Seca, on va caure i es va trencar la cama, fet que li va fer perdre la meitat del campionat. Des de la temporada de 1985, Gardner corria per a l'equip de fàbrica Rothmans Honda i el seu compatriota Mick Doohan es va unir a aquest equip el 1989. Irònicament, Eddie Lawson també es va unir a Rothmans Honda el 1989 i va guanyar el seu quart Campionat del Món.
Gardner va fer una temporada frustrant el 1990. Després de guanyar a Jerez el Gran Premi d'Espanya es va perdre tres rondes per lesió i només va aconseguir acabar cinquè al campionat. Malgrat tot, va acabar la temporada amb bona nota en guanyar el seu segon Gran Premi d'Austràlia consecutiu a Phillip Island davant del seu company d'equip Mick Doohan i Wayne Rainey, acabat de proclamar campió del món. Durant més de la meitat de la cursa, Gardner va haver d'heure-se-les amb el carenat de la seva Honda, que amenaçava de separar-se de la moto després que alguns suports anteriors s'haguessin trencat.

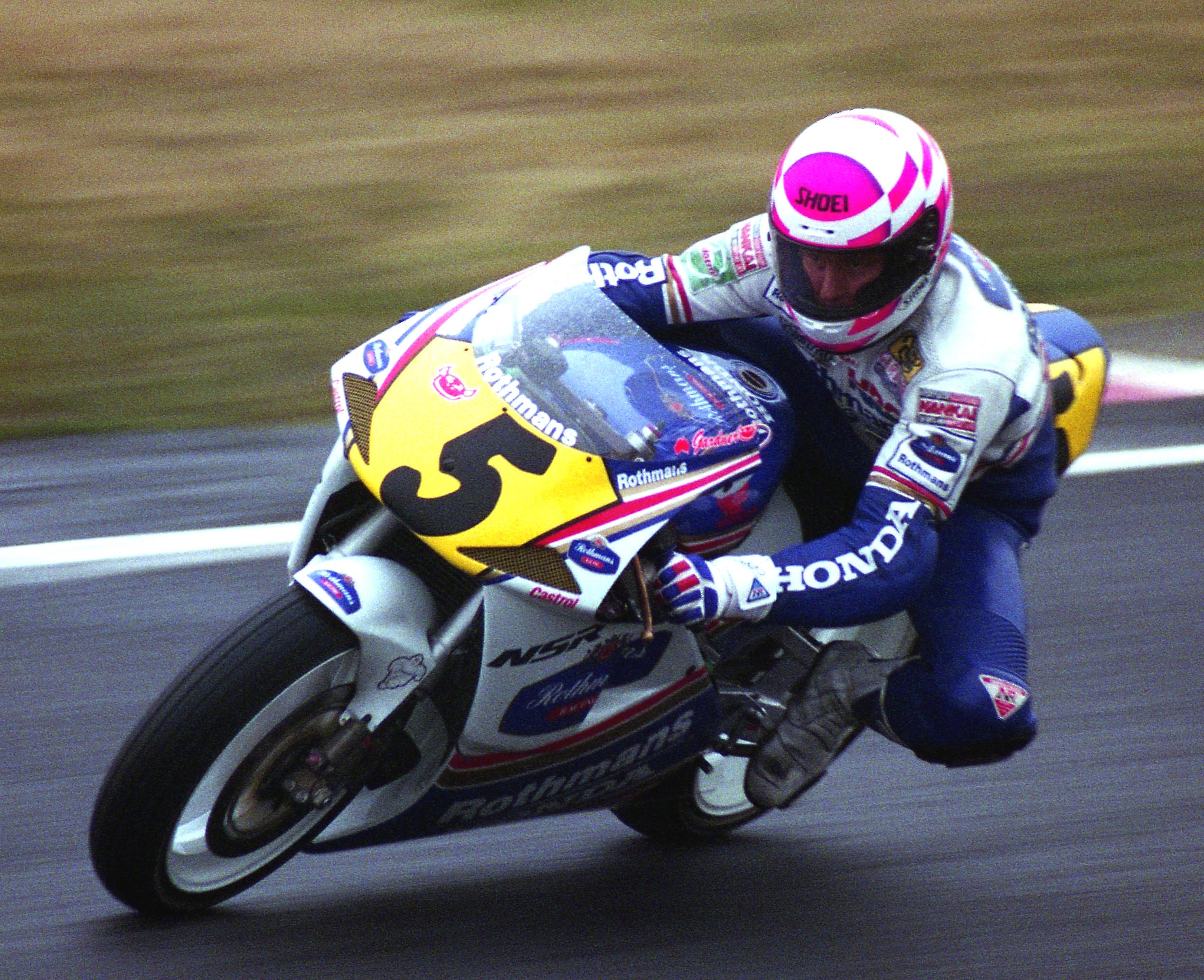
Al GP del Japó de 1992

Durant la seva carrera motociclista, Gardner va guanyar també quatre edicions de les 8 Hores de Suzuka (1985-1986 i 1991-1992). Es va retirar de les curses de motocicletes un cop acabada la temporada de 1992, però s'hi va mantenir estretament involucrat tot ajudant a diversos pilots com ara Daryl Beattie al començament de la seva carrera. Va participar en esdeveniments especials com ara el Goodwood Festival of Speed amb motos clàssiques Honda i va tornar a córrer a la trobada de Goodwood contra els antics pilots de motociclisme James Whitham i Barry Sheene i l'antic pilot de Fórmula 1 Damon Hill.

### Automobilisme
La primera incursió de Wayne Gardner en les curses d'automòbils va ser al 1990, quan va competir amb un Formula Holden a la ronda final del Campionat d'Austràlia de Pilots de 1990, que es va disputar com a cursa complementària del Gran Premi d'Austràlia de Fórmula 1 d'aquell any. Gardner va conduir-hi un Shrike 002 construït i desenvolupat per a la categoria pels alumnes del Croydon Park Institute de TAFE a Adelaida, on es va celebrar la cursa. Un cop arribat a Adelaida tot just el primer dia dels entrenaments, després d'haver passat la setmana anterior al Japó provant la seva NRS500 de Gran Premi per al 1991, Gardner es va classificar en l'onzè lloc a la seva primera cursa amb un monoplaça. Tanmateix, va xocar amb la paret just després de la xicana al final de la recta de boxes en relliscar amb el líquid refrigerant que havia vessat del Ralt RT20 de Drew Price i va danyar molt la part del davant del monoplaça. Gardner tenia l'esperança que el cotxe es pogués reparar per a la cursa, però les seves possibilitats es van esvair quan un altre cotxe també va relliscar amb el refrigerant i es va estavellar contra el seu Shrike, que va quedar tan malmès que no es va poder reparar en un temps tan limitat.
Després de la seva retirada del campionat del món de motociclisme a finals de 1992, Gardner es va dedicar als esports de motor de quatre rodes. Va començar la seva carrera amb cotxes de turisme aquell mateix 1992 tot conduint un Holden VN Commodore SS del Grup A de l'equip Racing Holden, construït per Bob Forbes i llogat per Graham Moore, al Tooheys 1000 de Bathurst. El Moore/Gardner Commodore va acabar la cursa, escurçada per accident, en el lloc vint-i-sisè després de classificar-s'hi en el vint-i-unè. La primera actuació de Gardner a la cursa va ser poc després que el circuit fos afectat per la pluja, que va durar gairebé dues hores; al damunt, el desentelador del parabrisa del Commodore no funcionava, fent que la visibilitat, ja deficient a causa de la pluja intensa i la boira a The Mountain, esdevingués quasi nul·la. També al 1992, Gardner va córrer quatre proves del Deutsche Tourenwagen Masters (DTM) a Alemanya per a l'equip Linder, patrocinat per Jagermeister, amb un BMW E30 M3 Sport Evolution al costat del seu company d'equip Armin Hahne, amb poc èxit.
El 1993, Gardner va ser reclutat per a conduir un Commodore VP per a l'equip Holden Racing al Campionat d'automobilisme d'Austràlia, el primer any en què hi corrien turismes de 5 litres -que després van esdevenir els V8 Supercars. El novembre de 1993, Gardner va guanyar una de les curses complementàries del Grup A al Gran Premi d'Austràlia a Adelaida (a principis d'any ja havia acabat tercer a la Tooheys 1000 fent equip amb Brad Jones). Els nombrosos incidents que va tenir mentre conduïa per a l'equip Holden Racing aquell 1993 van fer que se'l conegués com a "Captain Chaos" ('Capità Caos') i es va arribar a pensar que els seus problemes continuats van ser el motiu de la seva breu suspensió de l'equip per a la Sandown 500 d'aquell any, tot i que, en realitat, el motiu era que Gardner havia estat parlant obertament amb Holden i Coca-Cola sobre la creació del seu propi equip.
Per a la temporada de 1994, Gardner va formar el seu propi equip, Wayne Gardner Racing (patrocinat per Coca-Cola), on va córrer durant tres temporades amb el comentarista de Channel 7 Neil Crompton de company. El pitjor moment de l'equip va arribar a la ronda de Bathurst de l'Australian Touring Car Championship (ATCC) de 1995, al març. Poc després de l'inici de la primera cursa, Crompton va ser colpejat pel Commodore VP de Phil Ward i va anar a xocar directament amb el cotxe de Gardner, de manera que els dos cotxes patrocinats per Coca-Cola van acabar la seva cursa contra la paret abans d'arribar a Hell Corner, a la primera volta (Ward, en canvi, va poder continuar amb poc o cap dany). Tot i així, l'equip es va recuperar i Gardner va ocupar de forma clara la primera posició a la sortida i va liderar les primeres voltes de la Tooheys 1000 de 1995. Finalment, ell i Crompton van acabar tercers a la cursa, mentre que els seus companys d'equip Brad Jones i l'antic guanyador de Bathurst Win Percy van acabar cinquens, uns pocs segons enrere.
L'èxit més destacat de Gardner a l'ATCC va ser la victòria a la ronda de Calder Park de 1997, celebrada de nit al Calder Park Raceway. Aquell any mateix va obtenir, també a Calder Park, una victòria sorpresa a la primera ronda de la temporada inaugural del campionat de Supercars V8. Després de la retirada del seu principal patrocinador, Coca-Cola, que va optar per invertir en els propers Jocs Olímpics de Sydney l'any 2000 (cosa que va fer perdre a l'equip els 2 milions de dòlars anuals en concepte de patrocini), l'equip es va retirar després d'una temporada parcial al 1999 amb un cotxe llogat a Perkins Engineering, però va continuar corrent als Supercars V8 fins al 2002. En aquest campionat, l'equip va aconseguir la pole position per al FAI 1000 a Bathurst l'any 2000, en condicions complicades.

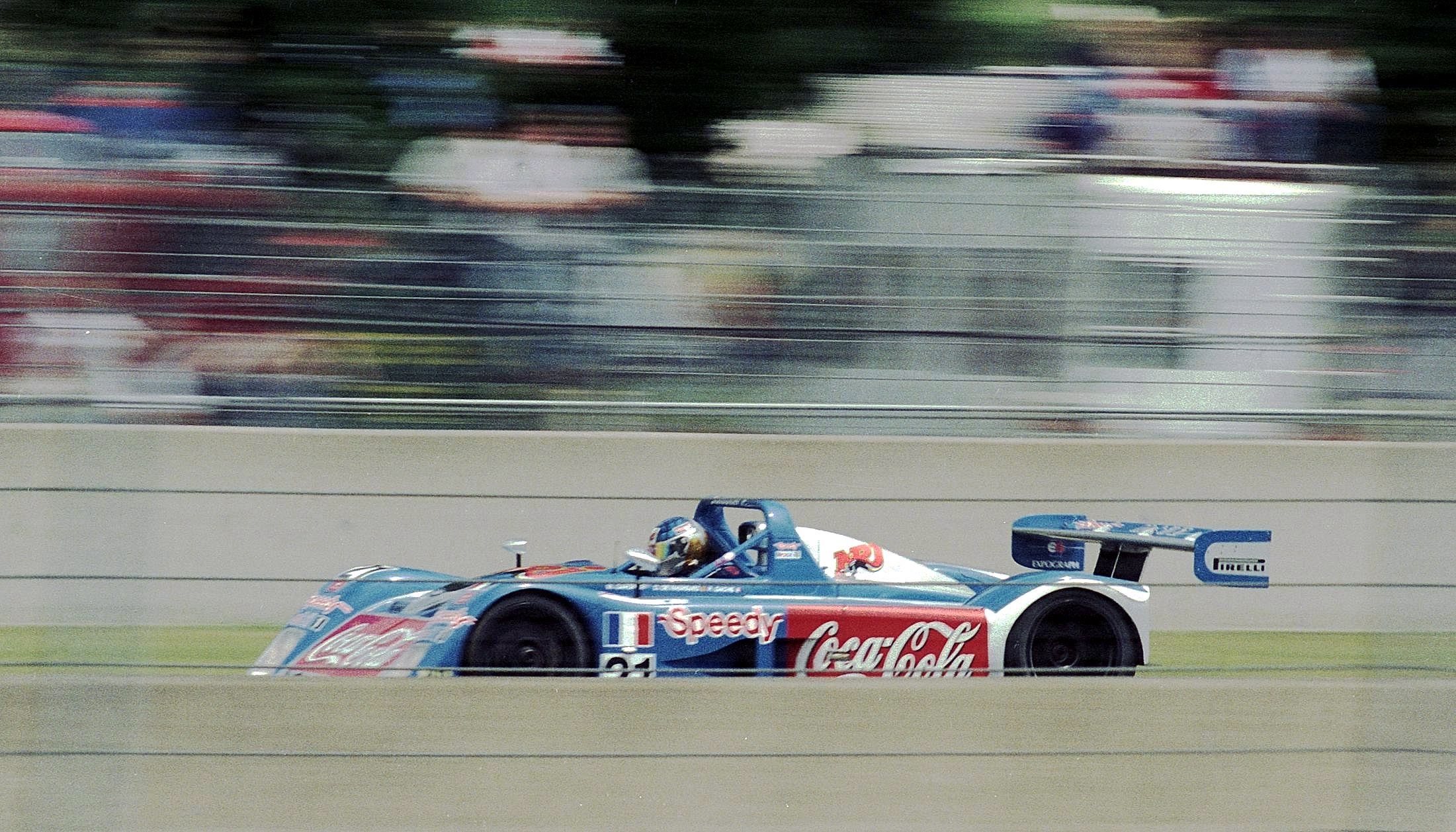
El Riley & Scott Mk III que va pilotar amb Gache i de Radiguès el 1998 a les 24H de Le Mans

Gardner també va fer una incursió al Super GT del Japó (All Japan Grand Touring Car Championship) tot competint-hi amb un Toyota Supra oficial el 1996, i va córrer en aquest campionat fins que es va retirar de l'automobilisme el 2002. Va guanyar una ronda del campionat el 1999 al Fuji Speedway i el 2001 al Sportsland SUGO. També va marcar la fita el 2001 de ser l'únic pilot de Toyota a acabar totes les curses de la temporada (i les va acabar totes amb punts).
Gardner va fer una aparició puntual a les 24 Hores de Le Mans de 1998, on va córrer amb un Riley & Scott fent equip amb Philippe Gache i el seu antic rival motociclista Didier de Radiguès. Tots tres es van classificar al lloc vint-i-sisè, però no van acabar per problemes al motor després de completar 155 voltes.

## Distincions
- Després de la seva victòria al Campionat del Món de 500cc de 1987, Gardner va ser nomenat membre de l'Orde d'Austràlia (AM, Member of the Order of Australia) en la cerimònia d'aniversari de 1988 pel seu «servei a l'esport del motociclisme».[1]
- La FIM el va nomenar MotoGP Legend el 2002.[21]
- Va ser inclòs al Sport Australia Hall of Fame el 1991.[22]
- Va rebre una Medalla Esportiva Australiana el 2000.[23]
- La recta principal del circuit de Gran Premi de Phillip Island s'anomena Gardner Straight en honor seu.

## Resultats al Mundial de motociclisme
Barem de puntuació de 1969 a 1987:
| Posició | 1  | 2  | 3  | 4 | 5 | 6 | 7 | 8 | 9 | 10 |
| Punts   | 15 | 12 | 10 | 8 | 6 | 5 | 4 | 3 | 2 | 1  |

Barem de puntuació de 1988 a 1991:
| Posició | 1  | 2  | 3  | 4  | 5  | 6  | 7 | 8 | 9 | 10 | 11 | 12 | 13 | 14 | 15 |
| Punts   | 20 | 17 | 15 | 13 | 11 | 10 | 9 | 8 | 7 | 6  | 5  | 4  | 3  | 2  | 1  |

Barem de puntuació de 1992:
| Posició | 1  | 2  | 3  | 4  | 5 | 6 | 7 | 8 | 9 | 10 |
| Punts   | 20 | 15 | 12 | 10 | 8 | 6 | 4 | 3 | 2 | 1  |

(Ids. Grans Premis | Llegenda) (Curses en negreta indiquen pole; curses en  itàlica indiquen volta ràpida)
| Any  | Categoria | Equip          | Moto   | 1      | 2      | 3      | 4       | 5       | 6       | 7       | 8       | 9      | 10     | 11     | 12     | 13    | 14    | 15    | Punts | Posició | Victòries |
| ---- | --------- | -------------- | ------ | ------ | ------ | ------ | ------- | ------- | ------- | ------- | ------- | ------ | ------ | ------ | ------ | ----- | ----- | ----- | ----- | ------- | --------- |
| 1983 | 500cc     | Honda Britain  | NS500  | RSA -  | FRA -  | NAT -  | GER -   | ESP -   | AUT -   | YUG -   | DTT NC  | BEL -  | GBR NC | SWE -  | SM -   |       |       |       | 0     | -       | 0         |
| 1984 | 500cc     | Honda Britain  | NS500  | RSA -  | NAT 4  | ESP -  | AUT -   | GER -   | FRA -   | YUG -   | DTT 5   | BEL 7  | GBR 6  | SWE 3  | SM -   |       |       |       | 33    | 7è      | 0         |
| 1985 | 500cc     | Rothmans Honda | NSR500 | RSA 3  | ESP 4  | GER 6  | NAT 3   | AUT 15  | YUG 3   | DTT 3   | BEL 4   | FRA NC | GBR NC | SWE NC | SM 2   |       |       |       | 73    | 4t      | 0         |
| 1986 | 500cc     | Rothmans Honda | NSR500 | ESP 1  | NAT 16 | GER 2  | AUT 2   | YUG 3   | DTT 1   | BEL 4   | FRA 5   | GBR 1  | SWE 2  | SM 2   |        |       |       |       | 117   | 2n      | 3         |
| 1987 | 500cc     | Rothmans Honda | NSR500 | JPN 2  | ESP 1  | GER 10 | NAT 1   | AUT 1   | YUG 1   | DTT 2   | FRA 4   | GBR 2  | SWE 1  | CSR 1  | SM 3   | POR 4 | BRA 1 | ARG 3 | 178   | 1r      | 7         |
| 1988 | 500cc     | Rothmans Honda | NSR500 | JPN 2  | USA 2  | ESP 3  | EXP 5   | NAT 2   | GER 8   | AUT NC  | DTT 1   | BEL 1  | YUG 1  | FRA 4  | GBR 2  | SWE 2 | CSR 1 | BRA 2 | 229   | 2n      | 4         |
| 1989 | 500cc     | Rothmans Honda | NSR500 | JPN 4  | AUS 1  | USA NC | ESP LES | NAT LES | GER LES | AUT LES | YUG LES | DTT 6  | BEL NC | FRA NC | GBR NC | SWE 3 | CSR - | BRA 7 | 67    | 10è     | 1         |
| 1990 | 500cc     | Rothmans Honda | NSR500 | JPN 2  | USA NC | ESP 1  | NAT 4   | GER LES | AUT LES | YUG LES | DTT NC  | BEL 10 | FRA 2  | GBR NC | SWE 3  | CSR 2 | HUN 4 | AUS 1 | 138   | 5è      | 2         |
| 1991 | 500cc     | Rothmans Honda | NSR500 | JPN 5  | AUS 4  | USA 7  | ESP 7   | ITA -   | GER 5   | AUT 4   | EUR 3   | DTT 3  | FRA 10 | GBR 5  | SM 4   | CSR 4 | VDM 5 | MAL 2 | 161   | 5è      | 0         |
| 1992 | 500cc     | Rothmans Honda | NSR500 | JPN NC | AUS -  | MAL -  | ESP -   | ITA NVC | EUR -   | GER 3   | DTT -   | HUN 6  | FRA 2  | GBR 1  | BRA 4  | RSA 2 |       |       | 78    | 6è      | 1         |